# Scinax parkeri
Scinax parkeri és una espècie de granota de la família dels hílids. Es troba a l'est de Bolívia, als departaments de Beni i Santa Cruz. S'ha registrat entre els 150 i els 450 metres d'altitud. És una espècie comuna i les seves poblacions es mantenen estables.
Típicament viu en zones obertes, tot i que també habita diversos tipus de boscos i la savana humida. Es reprodueix en savanes inundades i en basses temporals. Els mascles criden a les femelles enfilats a les herbes en àrees inundades. Es pot adaptar a algunes pertorbacions humanes, com a la cria de bestiar.